# توماس هیوارد
توماس هیوارد (انگلیسی: Thomas B. Hayward; ۳ مهٔ ۱۹۲۴ – ۳ مارس ۲۰۲۲) ادمیرال خلبان نیروی دریایی ایالات متحده آمریکا بود، که در فاصله سال‌های ۱۹۷۸ تا ۱۹۸۲ به‌عنوان بیست و یکمین فرمانده عملیات نیروی دریایی آمریکا فعالیت می‌کرد.
هیوارد فعالیت نظامی را از سال ۱۹۴۲ در نیروی دریایی آمریکا آغاز کرد و در خلال جنگ ویتنام فرماندهی کشتی یواس‌اس گرافیس و ناوهواپیمابر یواس‌اس آمریکا را برعهده داشت. وی از ۱۹۷۵ تا ۱۹۷۶ فرمانده ناوگان هفتم ایالات متحده آمریکا بود و از ۱۹۷۶ تا ۱۹۷۸ فرماندهی ناوگان اقیانوس آرام ایالات متحده را برعهده داشت. او در جنگ جهانی دوم، جنگ کره و جنگ ویتنام حضور داشت و در سال ۱۹۸۲ پس از ۴۰ سال خدمت از نیروهای مسلح آمریکا بازنشسته شد.